# Bob Marcel
Bob Marcel, echte naam Marcel Gustaf Van De Keere, (Gent, 27 april 1931 - 1994)', was een Belgisch bokser.

## Levensloop
Bob Marcel nam deel aan de Olympische Zomerspelen van 1952 te Helsinki bij de lichtgewichten. Daar werd hij op beslissing van de scheidsrechters in de eerste ronde uitgeschakeld door de Ier Kevin Martin.
In 1953 werd Bob Marcel Belgisch amateurkampioen bij de lichtwelters. Hij nam in die gewichtsklasse deel aan de Europese kampioenschappen in Warschau? Hij werd uitgeschakeld in de kwartfinale. Vanaf 1954 was hij professioneel bokser.